# Klubblag
Klubblag är ett idrottslag som tillhör en sportklubb. Klubblag skiljer sig på så sätt från till exempel landslag, som kontrolleras av ett landssportförbund, sammansatta korplag eller vanliga lag som är ihopsatta enbart för till exempel spel under en skolrast eller av barn på fritiden.